# Vacances prolongées
Pour plus de détails, voir Fiche technique et Distribution.
Vacances prolongées (De grote vakantie) est un film néerlandais réalisé par Johan van der Keuken, sorti en 2000.

## Synopsis
Le réalisateur Johan van der Keuken après qu'un cancer de la prostate ne va lui laisser que quelques années à vivre. Il décide de voyager et de se filmer.

## Fiche technique
- Titre : Vacances prolongées
- Titre original : De grote vakantie
- Réalisation : Johan van der Keuken
- Photographie : Johan van der Keuken
- Montage : Menno Boerema
- Production : Pieter van Huystee
- Société de production : Mate Producciones, Pieter Van Huystee Film and Television et UGC YM
- Pays :  Pays-Bas et  France
- Genre : documentaire
- Durée : 145 minutes
- Dates de sortie : 
  -  Pays-Bas : 10 février 2000
  -  France : 8 novembre 2000

## Distinctions
Le film a été présenté en sélection officielle à la Berlinale 2000 dans la section Forum où il a remporté le prix du jury œcuménique. Il a également remporté le prix spécial du jury ex æquo au festival du cinéma néerlandais d'Utrecht, le grand prix du festival Visions du réel et le Silver Spire du festival international du film de San Francisco dans la catégorie Documentaire à la première personne.